# Těšetice (Olomouci járás)
Těšetice település Csehországban, a Olomouci járásban. Těšetice Křelov-Břuchotín, Slatinice, Ústín, Příkazy, Senice na Hané, Luběnice, Skrbeň, Loučany és Drahanovice településekkel határos. Lakosainak száma 1346 fő (2024. január 1.).

## Népesség
A település lakosságának változását az alábbi diagram mutatja:
| Lakosok száma | 1105 | 1358 | 1381 | 1286 | 1292 | 1221 | 1273 | 1282 | 1315 | 1346 |
|               | 1869 | 1890 | 1921 | 1950 | 1980 | 2001 | 2017 | 2019 | 2022 | 2024 |